# فهرست شخصیت‌های پدرخوانده

لوگو پدرخوانده

این فهرست شخصیت‌های سری فیلم‌های پدرخوانده شامل پدرخوانده (۱۹۷۲)، پدرخوانده: قسمت دوم (۱۹۷۴) و پدرخوانده: قسمت سوم (۱۹۹۰) است که بر اساس رمان پرفروش ۱۹۶۹ ماریو پوزو با همین نام ساخته شده‌اند. همچنین شامل سری کتاب‌های پدرخوانده متشکل از رمان اصلی، سیسیلی (۱۹۸۴) اثر پوزو، بازگشت پدرخوانده (۲۰۰۴) و انتقام پدرخوانده (۲۰۰۶) اثر مارک واین‌گاردنر، و رمان پیش‌درآمد خانواده کورلئونه (۲۰۱۲) اثر ادوارد فالکو می‌شود. سه بازی ویدئویی در دنیای پدرخوانده ساخته شده: پدرخوانده (۱۹۹۱)، پدرخوانده (۲۰۰۶) و پدرخوانده ۲ (۲۰۰۹).

## خانواده کورلئونه

خانواده کورلئونه

### ویتو کورلئونه

ویتو (آندولینی) کورلئونه

ویتو آندولینی کورلئونه شخصیتی داستانی در رمان پدرخوانده اثر ماریو پوزو و دو فیلم اول سه گانه فرانسیس فورد کوپولا است. مارلون براندو در پدرخوانده و رابرت دنیرو در نقش جوانی او در پدرخوانده قسمت دوم این شخصیت را بازی کرده‌اند. او رئیس خانواده کورلئونه است. براندو و دنیرو هر دو برای این نقش برنده اسکار شدند.

### کارملا کورلئونه
کارملا "ماما" کورلئونه شخصیتی داستانی در رمان پدرخوانده و دو اقتباس سینمایی اول آن است. مورگانا کینگ این نقش را بازی کرده است. او همسر ویتو کورلئونه و مادر سانی، فردو، مایکل و کانی کورلئونه است.

### سانتینو "سانی" کورلئونه
سانی کورلئونه شخصیتی داستانی در رمان ۱۹۶۹ پدرخوانده و اقتباس سینمایی ۱۹۷۲ آن است. او پسر بزرگ ویتو و کارملا کورلئونه است. جیمز کان این نقش را در فیلم بازی کرد. طبیعت تندمزاج سانی در نهایت منجر به مرگ زودرس او می‌شود.

### فردو کورلئونه
فردریکو "فردو" کورلئونه شخصیتی داستانی در رمان پدرخوانده و اقتباس‌های سینمایی آن است. جان کازاله این نقش را بازی کرده است. او پسر دوم ویتو و کارملا کورلئونه است که به دلیل بی‌کفایتی از جانشینی پدر محروم می‌شود. خیانت او در پدرخوانده قسمت دوم منجر به دستور قتلش توسط مایکل می‌شود.

### مایکل کورلئونه
مایکل کورلئونه شخصیت اصلی رمان پدرخوانده و سه گانه سینمایی آن است. او سومین پسر ویتو و کارملا کورلئونه است. آل پاچینو این نقش را در فیلم‌ها بازی کرده است. تحول او از فردی خارج از خانواده به رئیس بی‌رحم مافیا و سرانجام توبه، محور اصلی داستان است.

### کانی کورلئونه
کنستانزیا "کانی" کورلئونه شخصیتی داستانی در رمان پدرخوانده و سه‌گانه فیلم کوپولا است. تالیا شایر این نقش را بازی کرده است. کانی تنها دختر و کوچکترین فرزند ویتو و کارمل کورلئونه است. فیلم و رمان با ازدواج او با کارلو ریتزی همسر سوءاستفاده‌گرش آغاز می‌شود. پس از قتل همسرش توسط برادرش مایکل، او از خانواده دور می‌شود. مرگ مادرش کارمل باعث نزدیکی او به خانواده می‌شود و در نهایت به یکی از نزدیک‌ترین متحدان مایکل تبدیل می‌شود.

### تام هیگن

تام هیگن

توماس "تام" هاگن شخصیتی داستانی در رمان پدرخوانده و فیلم‌های کوپولا است. رابرت داوال این نقش را بازی کرده است. او مشاور حقوقی خانواده کورلئونه و عضو غیررسمی این خانواده است.

### ساندرا کورلئونه
ساندرینلا "ساندرا" کورلئونه (با نام خانوادگی کلمبو) شخصیتی داستانی در رمان پدرخوانده و اقتباس سینمایی اول آن است. جولی گرگ این نقش را بازی کرده است. او همسر سانی کورلئونه و مادر چهار فرزند اوست.

### وینسنت مانچینی
وینسنت سانتینو "وینی" مانچینی شخصیتی داستانی در پدرخوانده قسمت سوم است. اندی گارسیا این نقش را بازی کرده است. او پسر نامشروع سانی کورلئونه و لوسی مانچینی است که در پایان فیلم جانشین دایی‌اش مایکل می‌شود.

### آنتونی کورلئونه
آنتونی "تونی" کورلئونه پسر مایکل کورلئونه و کی آدامز است. فرانک دآمبروسیو این نقش را بازی کرده است. او برخلاف پدرش وارد کسب‌وکار خانوادگی نمی‌شود و در قسمت سوم به خواننده اپرا تبدیل می‌شود.

### مری کورلئونه
مری کورلئونه دختر مایکل و کی است. سوفیا کوپولا این نقش را بازی کرده است. او دختری ساده‌لوح است که سعی می‌کند با پسرعمویش وینسنت رابطه برقرار کند. ترور او در پایان قسمت سوم مایکل را ویران می‌کند.

### کی آدامز کورلئونه
کاترین "کی" کورلئونه (با نام خانوادگی آدامز) همسر سابق مایکل و مادر آنتونی و مری است. دایان کیتون این نقش را بازی کرده است. او برخلاف سایر شخصیت‌ها از یک خانواده پروتستان ثروتمند است.

آپولونیا ویتلی کورلئونه و مایکل کورلئونه

### آپولونیا ویتلی کورلئونه
آپولونیا کورلئونه (با نام خانوادگی ویتلی) همسر اول مایکل در سیسیل است. سیمونتا استفانلی این نقش را بازی کرده است. او در یک سوءقصد با ماشین بمب‌گذاری شده کشته می‌شود.

### جانی فونتین
جانی فونتین، فرزندخواندهٔ دون ویتو کورلئونه و خوانندهٔ مشهور موسیقی فولکلور ایتالیایی، در محلهٔ ایتالیایی‌نشین نیویورک به دنیا آمد. او از دوران کودکی با نینو والنتی دوستی نزدیکی داشت و استعداد خارق‌العاده‌اش در آواز توسط خواهر ایماکولاتا، معلم موسیقی‌اش، کشف و پرورش داده شد.
در آغاز راه حرفه‌ای، جانی با چالش‌های جدی مواجه شد، از جمله مشکل قرارداد با لس هالی، رهبر ارکستر معروف. ویتو کورلئونه با مداخله‌ای قاطعانه و تهدید هالی، موفق شد قرارداد جانی را به نفع او فسخ کند. پس از مدتی، جانی با مشکلات حنجره و همچنین شکست در ازدواج دومش روبرو شد که تأثیر منفی بر زندگی حرفه‌ای‌اش گذاشت.
یکی از نقاط عطف زندگی حرفه‌ای جانی، تلاش او برای بازی در یک فیلم جنگی مهم بود که با مخالفت شدید جک ولتز، تهیه‌کنندهٔ سرسخت هالیوودی مواجه شد. در اینجا نیز ویتو کورلئونه با اقداماتی خشن اما مؤثر، از جمله ارسال سر اسب محبوب ولتز، مانع را از سر راه جانی برداشت.
در زندگی شخصی، جانی سه بار ازدواج کرد که آخرین ازدواج او با فرانچسکا کورلئونه، دختر سانی کورلئونه، به ثبات نسبی رسید. روابط او با مایکل کورلئونه در طول سال‌ها فراز و نشیب‌های بسیاری داشت، اما سرانجام در سال ۱۹۷۹، جانی افتخار آواز خواندن در مراسم اعطای نشان سنت سباستین به مایکل را پیدا کرد.
شخصیت جانی فونتین در رمان پدرخوانده، با الهام از زندگی فرانک سیناترا خلق شده است. نکتهٔ جالب توجه این است که آل مارتینو، بازیگر نقش جانی فونتین در فیلم، خود از الگوهای ماریو پوزو برای خلق این شخصیت بوده است، چرا که مارتینو تجربیات شخصی مشابهی در دنیای موسیقی و ارتباط با محافل مافیایی داشت. 

### جنکو آبانداندو
جنکو آبانداندو اولین مشاور خانواده کورلئونه و دوست قدیمی ویتو بود. فرانک سیورو و فرانکو کورسارو این نقش را در جوانی و پیری بازی کرده‌اند. او پس از سال‌ها خدمت بر اثر سرطان می‌میرد.

### فرانچسکا کورلئونه
فرانچسکا کورلئونه دختر سانی کورلئونه و همسرش ساندرا بود. او خواهر دوقلوی کتی، خواهر بزرگتر فرانک کورلئونه و سانتینو کورلئونه جونیور، و خواهر ناتنی بزرگتر وینسنت مانچینی محسوب می‌شد. او برای مدتی به همراه عمویش مایکل کورلئونه در مدیریت بنیاد ویتو کورلئونه مشارکت داشت. او همچنین همسر بیلی ون آرسدیل بود و پس از مرگ بیلی، با جانی فونتن ازدواج کرد. فرانچسکا مادر کارملا و سانی ون آرسدیل بود. فرانچسکا در سال ۱۹۴۵ در مراسم ازدواج عمه‌اش کانی و کارلو ریتزی به عنوان یکی از ساقدوش‌های جوان حضور داشت. پس از کشته شدن سانی، فرانچسکا به همراه مادرش ساندرا کورلئونه به نوادا نقل مکان کردند، جایی که تحت حمایت ویتو کورلئونه و سپس مایکل کورلئونه، که کمی بعد به نوادا رفت، قرار گرفتند. فرانچسکا تحصیل در دانشگاه را آغاز کرد و در آنجا با گاردنر شاو آشنا شد. در سال ۱۹۵۸، او با موافقت مایکل با گاردنر ازدواج کرد. فرانچسکا و کتی در جشن مایکل پس از دریافت نشان‌های پاپی در سال ۱۹۷۹ حضور داشتند. در رمان بازگشت پدرخوانده، فرانچسکا هنگام تحصیل در دانشگاه ایالتی فلوریدا با بیلی ون آرسدیل آشنا شد. او دانشگاه را رها کرد تا با او ازدواج کند. آنها صاحب یک فرزند به نام سانی ون آرسدیل شدند، و یک نوزاد مرده به نام کارمل، که به نام مادربزرگ پدری فرانچسکا، کارملا کورلئونه، نامگذاری شده بود. ازدواج آن‌ها به تدریج به رابطه‌ای ناخوشایند تبدیل شد، و سال‌ها بعد فرانچسکا دریافت که بیلی با دادستان کل دانیل شی برای سرنگونی شبکه مافیایی خانواده کورلئونه همکاری می‌کرد و همچنین به او خیانت کرده بود. برای انتقام و محافظت از خانواده، فرانچسکا با ماشین به او زد و او را زیر گرفت. عموهایش تام هاگن و مایکل کورلئونه برای محافظت از او، تقصیر را به گردن معشوقه بیلی انداختند. سال‌ها بعد، فرانچسکا این بار با دوست خانوادگی‌شان جانی فونتین ازدواج کرد. او همچنین نقش مهمی در بنیاد ویتو کورلئونه ایفا می‌کرد. اگرچه در سه‌گانه فیلم دیالوگ‌های کمی دارد، فرانچسکا در هر دو رمان مارک واینگاردنر (بازگشت پدرخوانده و انتقام پدرخوانده) یکی از شخصیت‌های اصلی با زاویه دید ویژه است. در پیش‌نویس اولیه فیلمنامه پدرخوانده: قسمت سوم، نام دختران دوقلوی سانی، رُزاری و آن ماری کورلئونه ذکر شده بود. علیرغم بزرگسال بودن در پدرخوانده: قسمت دوم و پدرخوانده: قسمت سوم، کتی و فرانچسکا در مراسم اولین عشای ربانی آنتونی و جشن مایکل پس از دریافت نشان‌های پاپی لباس‌های همسان پوشیده بودند.  

### کاترین کورلئونه
کاترین "کتی" کورلئونه خواهر دوقلوی فرانچسکا کورلئونه، خواهر بزرگتر سانتینو کورلئونه جونیور و فرانک کورلئونه، دختر سانی کورلئونه و ساندرا کورلئونه، و خواهر ناتنی وینسنت مانچینی بود.  
از کودکی، کتی رابطه‌ای نزدیک با خواهر دوقلوی خود فرانچسکا داشت و بارها این سوال برایشان پیش می‌آمد که آیا در زمان تولد جابه‌جا شده‌اند. پس از مرگ پدرش در سال ۱۹۴۶، به سبک زندگی بوهمیایی روی آورد و برای تحصیل به کالج بارنارد رفت. کتی در مقایسه با خواهرش فردی روشنفکرتر بود. او در مراسم اولین عشای ربانی آنتونی کورلئونه حضور داشت و شاهد بود که خواهرش تایید مایکل کورلئونه را برای ازدواج دریافت کرد.  
کتی کسی بود که درباره جنبه‌های تاریک تجارت خانواده به خواهرش گفت، چیزهایی که از عمه‌شان کانی شنیده بود. او در نهایت موفق به اخذ مدرک دکترا شد و مدتی بعد ازدواج کرد و به نام دکتر کاترین پیترالونگا شناخته شد.  
هر دو خواهر در مراسم سال ۱۹۷۹ برای بزرگداشت دریافت نشان سنت سباستین توسط مایکل کورلئونه حضور داشتند.  
در پیش‌نویس‌های فیلمنامه پدرخوانده: قسمت سوم، نام دختران دوقلوی سانی، رُزاری و آن ماری کورلئونه ذکر شده بود.  
علیرغم اینکه در پدرخوانده: قسمت دوم و سوم بزرگسال بودند، کتی و فرانچسکا هر دو در مراسم اولین عشای ربانی آنتونی و جشن مایکل پس از دریافت افتخارات پاپی، لباس‌های همسان پوشیده بودند.

### سالواتوره "سال" تسیو

دون توماسینو

## متحدین خانواده کورلئونه

لوکا براسی

### دون توماسینو
دون توماسینو رئیس مافیای سیسیل است که شهرهای کورلئونه و احتمالاً باگریا را کنترل می‌کند. او در هر سه فیلم حضور دارد. در قسمت اول از مایکل کورلئونه در سیسیل محافظت می‌کند. در قسمت دوم به ویتو در ترور دون چیچو کمک می‌کند. در قسمت سوم که روی صندلی چرخدار است، توسط قاتلان کشته می‌شود. کورادو گایپا در قسمت اول، ماریو کوتونه در قسمت دوم و ویتوریو دوزه در قسمت سوم این نقش را بازی کرده‌اند.  

روکو لامپونه

### روکو لامپونه
روکو لامپونه ابتدا سرباز مافیا و بعداً کاپوی مایکل کورلئونه می‌شود. او در قسمت اول پاولی گاتو را می‌کشد. در قسمت دوم فیلیپ تاتالیا و یک فاحشه را به قتل می‌رساند. سپس هایمن راث را در فرودگاه میامی ترور می‌کند اما توسط پلیس کشته می‌شود. تام روسکی این نقش را در دو فیلم اول بازی کرد. قرار بود در قسمت سوم هم حضور یابد اما مرگ روسکی در ۱۹۹۱ مانع شد.

### دون اوسوالدو "اوزی" آلتوبلو

امیلیو بارزینی

### دون فانوچی

دون فانوچی

## دشمنان خانواده کورلئونه

### فیلیپ تاتالیا
فیلیپ تاتالیا رئیس و بنیانگذار خانواده جنایتکار تاتالیا بود. با وجود اینکه یکی از روسای پنج خانواده نیویورک محسوب می‌شد، به شدت تحقیر می‌شد و صرفاً به عنوان "قواد" و "عروسک خیمه شب بازی" امیلیو بارزینی (پدر) شناخته می‌شد.فیلیپ تاتالیا یکی از روسای پنج خانواده نیویورک بود. او ابتدا از جوزپه ماریپوزا حمایت می‌کرد و او را به ورود به بازار پورنوگرافی تشویق نمود. اما وقتی امیلیو بارزینی به ماریپوزا خیانت کرد، تاتالیا نیز به او پیوست و در لحظات پایانی قبل از قتل ماریپوزا توسط سالواتور تسیو حاضر بود. در این دوران، او هنوز آنقدر مورد احترام ویتو کورلئونه بود که به همراه چند رئیس دیگر به عروسی سانتینو، پسر ویتو دعوت شد.
اگرچه کسب و کار اصلی او فحشا بود، اما اولین کسی بود که از ارتباط هروئینی ویرجیل سولوتزو حمایت کرد، چرا که خواهان قدرت بیشتر بود. پس از امتناع خانواده کورلئونه از ارائه حمایت سیاسی و پلیسی به این تجارت، با آنها وارد جنگ شد.
تاتالیا به عنوان مزاحمی برای سایر روسا شناخته می‌شد و دائماً از حملات پلیس، مشکلات استخدام و هزینه های بالای کسب و کارش شکایت می‌کرد. در میان تمام روسای پنج خانواده، تاتالیا کمترین احترام را داشت.

فیلیپ تاتالیا

### برونو تاتالیا
برونو تاتالیا، کاپورژیم خانواده تاتالیا و پسر دون فیلیپ تاتالیا بود. او جوانترین پسر دون فیلیپ تاتالیا، رئیس یکی از پنج خانواده نیویورک و صاحب یک کلاب شبانه بود. او مردانی مانند پدرش را متعلق به گذشته میدانست و به دنبال راهی برای مدرنیزه کردن خانوادهاش بود. برونو در دانشگاه فوردهام تحصیل کرده بود و فردی تحصیلکرده محسوب میشد. پس از ترک دانشگاه، او به کسب‌وکار خانوادگی پیوست و کلاب شبانه خود را افتتاح کرد.

### کاپیتان مک‌کلاسکی
کاپیتان مارک مک‌کلاسکی یک شخصیت خیالی در رمان پدرخوانده اثر ماریو پوزو است. در فیلم کوپولا، استرلینگ هایدن این نقش را بازی می‌کند. مک‌کلاسکی یک کاپیتان پلیس فاسد نیویورک است که در استخدام ویرجیل سولوتزو قرار دارد. او پس از ترور ناموفق ویتو کورلئونه، محافظان او را از بیمارستان خارج می‌کند. مایکل کورلئونه در یک رستوران در برانکس هم سولوتزو و هم مک‌کلاسکی را به قتل می‌رساند.

### دون چیچو

دون چیچو

دون فرانچسکو چیچو، رئیس مافیای شهر کورلئونه در سیسیل بود. او آنتونیو آندولینی (پدر ویتو آندولینی) را به دلیل امتناع از پرداخت باج به قتل رساند. این اقدام باعث شد پائولو، برادر ویتو، سوگند انتقام بخورد، اما دون چیچو او را نیز در مراسم تشییع پدرش کشت. مادر ویتو برای التماس به نزد دون چیچو رفت، اما او با ترس از انتقام آینده ویتو، درخواستش را رد کرد. مادر ویتو با چاقو به دون چیچو حمله کرد تا فرار پسرش ممکن شود، اما توسط محافظان دون چیچو کشته شد. بعد از بیش از ۲۰ سال، ویتوی بزرگ شده (که حالا به ویتو کورلئونه معروف بود) انتقام گرفت. او ابتدا جلادان دون چیچو - استرولو و موسکا - را کشت، سپس در ملاقاتی ظاهراً برای دریافت تأیید کسب‌وکار جدیدش، خود دون چیچو را با چاقو از سینه تا گلو به سبک انتقام سیسیلی کشت. آخرین حرف دون چیچو فریاد "فیلیو دی پوتانا" (پسر فاحشه) بود.توماسینو که در حین فرار از سوی محافظان دون چیچو مورد اصابت قرار گرفته و معلول شده بود، پس از این ماجرا به عنوان رئیس جدید مافیای کورلئونه منصوب شد.
نکته: در رمان اصلی، آندولینی ابتدا دون چیچو (بی‌نام) را در درگیری عمومی می‌کشد و روز بعد توسط محافظانش با تفنگ لوپارا کشته می‌شود. دون چیچو توسط جوزپه سیلاتو (۲۰۰۱-۱۹۰۴) به تصویر کشیده شد.

### موسکا
موسکا یکی از محافظان دون چیچو بود که به همراه دوستش استرولو فعالیت می‌کرد. او و استرولو، هر دو اهل سیسیل و شهر کورلئونه بودند. در سال ۱۹۰۱، موسکا یکی از کسانی بود که آنتونیو آندولینی را به دلیل توهین به رئیس‌شان (دون چیچو) اعدام کرد و سپس پائولو آندولینی را در مراسم تشییع جنازه پدرش به قتل رساند—پس از آنکه پائولو بر سر قبر پدرش انتقام از دون چیچو را سوگند خورد. موسکا بعدها همسر آندولینی (سینیورا آندولینی) را نیز کشت، وقتی که او چاقویی را به گلوی دون چیچو گذاشته بود تا به پسرش ویتو فرصت فرار بدهد. پس از این وقایع، موسکا و استرولو در روستا گشتند و به مردم وعده پاداش دادند در ازای تحویل ویتو آندولینی به دون چیچو. با این حال، ویتو موفق به فرار شد. سال‌ها بعد، موسکا بازنشسته شد و به کشاورزی پرداخت. تا اینکه در سال ۱۹۲۲، وقتی زیر پشه‌بند خواب بود، ویتو کورلئونه—که اکنون بزرگ‌شده بود—گلوی او را برید. ویتو سپس به سراغ استرولو رفت و او را نیز به انتقام کشتار خانواده‌اش سال‌ها پیش از پای درآورد، و در نهایت، خود دون چیچو را نیز به قتل رساند.  

### استرولو
استرولو یکی از محافظان دون چیچو بود که به همراه دوستش موسکا فعالیت می‌کرد. او و موسکا، هر دو سیسیلی و اهل شهر کورلئونه بودند. در سال ۱۹۰۱، استرولو یکی از کسانی بود که آنتونیو آندولینی را به دلیل توهین به رئیسشان (دون چیچو) اعدام کرد و بعدها در کشتن پائولو آندولینی — که انتقام از دون چیچو را سوگند خورده بود — مشارکت داشت. استرولو سپس شاهد مرگ سینیورا آندولینی بود، زنی که با چاقو دون چیچو را تهدید کرد تا به پسرش ویتو فرصت فرار بدهد، قبل از آنکه موسکا او را با تفنگ لوپارا از پای درآورد. پس از این وقایع، استرولو و موسکا در روستا گشتند و به مردم وعده پاداش دادند در ازای تحویل ویتو آندولینی به دون چیچو. با این حال، ویتو موفق به فرار شد. سال‌ها بعد، استرولو دیگر برای دون چیچو کار نمی‌کرد و به ماهیگیری روی آورده بود. در سال ۱۹۲۲، مرد جوانی او را پیدا کرد و پرسید آیا او استرولو، کارمند سابق دون چیچو از کورلئونه است. استرولو این موضوع را تأیید کرد و مرد جوان — که خود را ویتو آندولینی معرفی کرد — با پارو به سرش کوبید و او را کشت. استرولو نمی‌دانست که دوستش موسکا همان روز صبح به قتل رسیده و فردای آن روز، نوبت به دون چیچو خواهد رسید.  

### جانی اولا
جانی اولا یک شخصیت خیالی در پدرخوانده قسمت دوم است که توسط دومینیک چیانزه بازی شده است. او دست راست هایمن راث است و در طرح ترور مایکل کورلئونه مشارکت دارد. مایکل متوجه می‌شود که برادرش فردو با اولا در ارتباط بوده است. اولا در نهایت توسط محافظ مایکل خفه می‌شود. 

### لوئی "لویی" روسو
لوئیجی "لویی" روسو یک شخصیت خیالی در رمان بازگشت پدرخوانده اثر مارک واین‌گاردنر است. او به عنوان رئیس گروه شیکاگو از ۱۹۵۵ تا ۱۹۶۱ فعالیت می‌کند. روسو کینه قدیمی نسبت به خانواده کورلئونه دارد و چندین بار تلاش می‌کند به آنها ضربه بزند. در نهایت تام هاگن او را در قایقش به قتل می‌رساند.

### ویرجیل سولوتزو

ویرجیل سولوتزو

ویرجیل "ترک" سولوتزو (متولد ۱۵ نوامبر ۱۹۱۱) یکی از بزرگترین قاچاقچیان مواد مخدر و رهبر سازمان جنایی خود بود که با خانواده تاتالیا همکاری می‌کرد. او به دلیل بینی شمشیرمانند، مزارع خشخاش در ترکیه و همسر ترک‌تبارش به "ترک" معروف بود.
سولوتزو در دهه ۱۹۳۰ شروع به ایجاد ارتباطات کرد و در جلسه پنج خانواده پس از مرگ جوزپه ماریپوزا در ۱۹۳۴ حضور یافت. او با حمایت خانواده تاتالیا و دون بارزینی، قصد داشت تجارت هروئین را در نیویورک گسترش دهد. سولوتزو برای تأمین مالی و حمایت قضایی به دنبال جلب حمایت خانواده کورلئونه بود، اما ویتو به دلیل مخاطرات این تجارت مخالف بود.
پس از رد درخواستش توسط ویتو، سولوتزو دستور ترور او را صادر کرد که ناموفق بود. او سپس لوکا براسی را به قتل رساند و تام هاگن را ربود. مایکل کورلئونه در یک نقشه حساب شده، سولوتزو و کاپیتان مک‌کلاسکی (پلیس فاسد) را در رستوران لوئی ترور کرد. این اقدام به جنگ پنج خانواده انجامید.
سولوتزو مردی صبور، روشمند و بی‌رحم بود که به اومرتا (قانون سکوت مافیا) پایبند بود. او دو دوره حبس در ایتالیا و آمریکا را بدون همکاری با مقامات گذراند. شخصیت او احتمالاً از ویتو جنووزه و وینسنت پاپا الهام گرفته شده است.

### جوئی زازا
جوئی زازا یک شخصیت خیالی در پدرخوانده قسمت سوم است که جو مانتگنا آن را بازی می‌کند. او کنترل کسب‌وکار خانواده کورلئونه در نیویورک را بر عهده دارد اما به دلیل رفتارهای نمایشی و ورود به تجارت مواد مخدر مورد بی‌مهری مایکل قرار می‌گیرد. زاسا در نهایت توسط وینسنت مانچینی در جشنواره‌ای در محله ایتالیایی‌ها به قتل می‌رسد.

### جوزپه ماریپوزا
گنگستر سیسیلی و رئیس خانواده ماریپوزا در نیویورک بود. این مهاجر سیسیلی با استفاده از ارتباطاتش با آل کاپون، به رهبری بزرگترین گروه جنایتکار نیویورک رسید. از متحدان نزدیک او می‌توان به امیلیو بارزینی، برادرش اتوره و برادران روساتو اشاره کرد. او به همراه فیلیپ تاتالیا در رشد صنعت نوپای پورنوگرافی نقش داشت.  
پس از نابودی سازمان رُزاریو لاکونتی، ماریپوزا خود را "رئیس روسا" یا همان "کاپو دی توتتی کاپی" خواند. اما قتل فجیع لاکونتی (پرتاب او بدون لباس از ساختمان بلند) و رفتار پارانوئیدش با زیردستان، باعث تردید بارزینی و متحدانش در وفاداری به او شد.   
درگیری او با ویتو کورلئونه و لوکا براسی به جنگ روغن زیتون (۱۹۳۴) انجامید. در نهایت، به ماریپوزا توسط زیردستانش خیانت شد و در یک رستوران در بروکلین، به دست سالواتور تسیو و توماسینو چینکومانی با طناب خفه شد.

### برادران روزاتو
رژیم روزاتو جناح شورشی در خانواده جنایتکار کورلئونه بود که توسط تونی و کارمین روزاتو تأسیس شد. این دو گنگستر در دهه ۱۹۳۰ برای جوزپه ماریپوزا کار می‌کردند، سپس تحت حمایت پیتر کلمنزا قرار گرفتند. در دهه ۱۹۵۰، هایمن راث در میامی از آنها برای کسب قدرت در خانواده کورلئونه حمایت کرد. آنها همچنین ارتباطاتی با ریکو تاتالیا داشتند.
روزاتوها از رستورانشان در مرکز نیویورک فعالیت می‌کردند و در قاچاق مواد مخدر و فحشا دست داشتند. شایعاتی وجود داشت که آنها در مرگ کلمنزا دست داشتند و وعده سه قلمرو در برانکس پس از مرگش را گرفته بودند. فرانک پنتانجلی، جانشین کلمنزا، از تحویل این قلمروها خودداری کرد اما مایکل کورلئونه به او دستور مذاکره داد.
در یک جلسه صلح، روساتوها اقدام به ترور پنتانجلی کردند. راث این سوءقصد را به گردن مایکل انداخت. پنتانجلی که تصور می‌کرد مایکل به او خیانت کرده، با پلیس همکاری کرد. تام هاگن بعدها اشاره کرد که روزاتوها پس از این ماجرا فراری شدند. سرنوشت نهایی آنها نامشخص است اما به احتمال زیاد مایکل دستور قتل آنها را صادر کرد.

### دون لیچیو لوچزی
لیچیو لوچزی، موسس و رئیس هیئت مدیره شرکت املاک ایموبیلیار (بزرگترین شرکت املاک جهان) و چهره ای کلیدی در جهان زیرزمینی ایتالیا بود. او همچنین موسس و رهبر لژ مخفی پروپاگاندا دوئه (P2) محسوب می شد.
لوچزی به همراه آرشبی‌شاپ گیلدی و بانکدار سوئیسی فردریک کینزیگ، صدها میلیون دلار از دارایی‌های ایموبیلیار را به سرقت برد. اگرچه سمت رسمی او مشخص نبود، باور بر این بود که حتی بر دستگاه حکومت ایتالیا نفوذ کامل داشت.
در جهان جنایت سیسیل او با عنوان "دون لوچزی" شناخته می‌شد. شواهد نشان می‌داد او احتمالاً رئیس لژ P2 و رابط بین مافیا و دولت ایتالیا بود.

### نیک گراسی
فاستو دومینیک "نیک" گراسی جونیور (معروف به آس) کاپورژیم خیانتکار مایکل کورلئونه پس از مرگ سالواتوره تسیو بود.
جراسی در کلیولند اوهایو از خانواده‌ای سیسیلی الاصل متولد شد. پدرش راننده دون وینسنت فورلنزا از کلیولند بود که پدرخوانده و دوست نزدیکش نیز محسوب می‌شد. مادرش مدت کوتاهی پس از پیوستن او به مافیا درگذشت.
در نوجوانی به بوکس روی آورد و با نام "آس جراسی" به یک سنگین‌وزن رده‌دار تبدیل شد. از طریق ارتباطاتش در کلیولند با سالواتوره تسیو آشنا شد و به گروه او پیوست. در مسابقات بوکس دستکاری شده تسیو شرکت می‌کرد و همزمان به عنوان یک مجری خشونت فعالیت می‌کرد. او همچنین به پاولی گاتو در کتک زدن دو جوانی که به دختر آمریگو بوناسرا تجاوز کرده بودند کمک کرد. بعدها با شارلوت ازدواج کرد و صاحب دو دختر شد.
پس از کشف خیانت تسیو به خانواده کورلئونه، گراسی مأمور شد تا تسیو را در رستوران تو تامز بروکلین به قتل برساند تا وفاداریش را ثابت کند. پس از آن جای تسیو را به عنوان کاپورژیم مایکل کورلئونه گرفت. اگرچه ظاهراً وفادار بود، اما از مایکل متنفر بود و او را لایق مقام دون نمی‌دانست.
خیانت واقعی او زمانی آشکار شد که هواپیمای حامل دون‌های لس‌آنجلس و سانفرانسیسکو را هدایت می‌کرد و هواپیما سقوط کرد. جراسی زنده ماند و بعداً فهمید که مایکل عامل سقوط هواپیما بوده و از او به عنوان مهره‌ای برای تضعیف خانواده‌های شیکاگو و کلیولند استفاده کرده است. او قسم خورد از مایکل انتقام بگیرد.
در همین زمان، هایمن روث که به دنبال انتقام مرگ مو گرین بود، با جراسی متحد شد. آنها از ضعف فردو کورلئونه سوءاستفاده کردند تا اطلاعاتی درباره خانواده بدست آورند. گراسی همچنان به تظاهر به وفاداری ادامه داد و حتی به مقام استریت باس ارتقا یافت، اما پس از شکست در مأموریت ترور فیدل کاسترو، فهمید که مایکل قصد کشتنش را دارد و به سیسیل فرار کرد.

فابریزیو

### فابریزیو
فابریزیو چوپانی سیسیلی بود که برای دون توماسینو کار میکرد و در دوران اقامت مایکل کورلئونه در سیسیل، به عنوان محافظ او خدمت میکرد. این ملوان سابق نیروی دریایی ایتالیا که خالکوبی پیچیدهای از یک مرد انتقامجو روی سینه داشت، ابتدا به همراه دوستش کالو مأمور حفاظت از مایکل شدند. آنها با مایکل دوست شدند و فابریزیو مدام از او درباره آمریکا میپرسید و آرزو میکرد روزی بتواند با مایکل به آنجا برود. پس از ازدواج مایکل با آپولونیا ویتلی، فابریزیو که حسادت کرده بود، توسط خانواده بارزینی خریداری شد. او با کارگذاشتن بمبی در ماشین مایکل، به جای او آپولونیا را به قتل رساند. فابریزیو که سخت پشیمان بود، با حمایت بارزینی‌ها به نیویورک گریخت و با نام "فرد وینسنت" در بوفالو پیتزافروشی کوچکی باز کرد. او با یک زن آمریکایی ازدواج کرد و صاحب دو فرزند شد. در سال ۱۹۵۸، خانواده بارزینی که پس از جنگ پنج خانواده با کورلئونه‌ها صلح کرده بودند، محل اختفای او را لو دادند. آل نری این خبر را در مراسم تایید پسر مایکل به او رساند. مایکل دستور انتقام گرفت و فابریزیو با بمبی که نری در ماشینش کار گذاشته بود کشته شد. اگرچه فابریزیو شخصیت کم‌اهمیتی به نظر میرسد، اما خیانت او و قتل آپولونیا نقطه عطفی در داستان بود که مایکل را به کلی تغییر داد. این واقعه تأثیر عمیقی بر مایکل گذاشت، چنانکه حتی در کهنسالی هم هرگز کاملاً از مرگ آپولونیا و خیانت فابریزیو بهبود نیافت - موضوعی که در سومین فیلم هنگام بازگشت مایکل به سیسیل به خوبی مشهود بود. فابریزیو به طور غیرمستقیم مسئول بسیاری از تراژدیهای بعدی خانواده کورلئونه بود.

### موسکای مونتله‌پره
موسکای مونتله‌پره یک قاتل حرفه‌ای بدنام سیسیلی و دوست قدیمی دون آلتوبلو بود. او گاهی اوقات توسط آلتوبلو برای "حذف موانع" استخدام می‌شد. در سال ۱۹۸۰، آلتوبلو او را مأمور ترور مایکل کورلئونه در سیسیل کرد. موسکا در اولین تلاش خود با لباس کشیش سعی کرد به ملک دون توماسینو نفوذ کند، اما شناسایی شد و مجبور به کشتن توماسینو گردید. در تلاش دوم، او در تئاترو ماسیو پالرمو، در حالی که پسر مایکل در اپرای کاوالریا روستیکانا بازی می‌کرد، مخفیانه یک تفنگ تک تیر را در طاقچه‌ای مشرف به جایگاه مایکل قرار داد. هنگام اجرای عملیات، سه محافظ مایکل مزاحم او شدند. موسکا همه آنها را با چاقو کشت، اما وقتی به موقعیت تیراندازی بازگشت، مایکل جایگاه را ترک کرده بود. در خروجی تئاتر، او به سمت مایکل شلیک کرد که اولین تیر شانه او را خراش داد و تیر دوم به اشتباه به مری، دختر مایکل اصابت کرد و او را کشت. وینسنت مانچینی در پاسخ موسکا را با شلیک گلوله از پای درآورد. در پیش‌نویس اولیه فیلمنامه به او عنوان "دون موسکا" داده شده بود که ممکن است اشاره به ریاست او بر مافیای مونتله‌پره داشته باشد.

## شخصیت‌های دیگر

### آمریگو بوناسرا
آمریگو بوناسرا یک شخصیت خیالی در رمان و فیلم پدرخوانده است. او یک تابوت‌ساز ایتالیایی-آمریکایی است که در ابتدای داستان از دون کورلئونه درخواست می‌کند تا دو جوانی که دخترش را کتک زده‌اند تنبیه کند. ویتو این درخواست را می‌پذیرد اما به بوناسرا تذکر می‌دهد که باید به او احترام بگذارد. بعداً بوناسرا جسد سانی کورلئونه را برای مراسم تشییع آماده می‌کند.  

### آنتونیو آندولینی
همسر سینیورا آندولینی و پدر ویتو و پائولو آندولینی بود. او در روستای کوچک کورلئونه در سیسیل به دنیا آمد. در جوانی به همراه جوزپه گاریبالدی در آزادسازی سیسیل جنگیده بود. مردی سرسخت و مغرور شناخته می‌شد که حاضر به تسلیم در برابر قدرت‌های بالاتر نبود - ویژگی‌ای که به پسرش به ارث رسید.  
در سال ۱۹۰۱، آنتونیو از پرداخت پول حفاظت به دون چیچو، رئیس مافیای محلی، خودداری کرد. وقتی دون چیچو او را به دلیل این توهین به قتل رساند، پائولو سوگند انتقام خورد، اما او نیز در مراسم تشییع پدرش کشته شد. کمی بعد، دون چیچو به سراغ ویتو رفت، از این ترس که پسرک نیز قطعاً انتقام خواهد گرفت. همسر بیوه آنتونیو، برای نجات آخرین فرزند بازمانده‌اش، چاقویی بر گلوی دون چیچو گذاشت و به ویتو فرصت فرار داد، پیش از آنکه خودش نیز کشته شود.  
سال‌ها بعد، ویتوی بزرگ‌سال به کورلئونه بازگشت و با کشتن شخصی دون چیچو و تمامی عوامل قتل خانواده‌اش، انتقام گرفت. آنتونیو فردی لجوج، تندمزاج، اما مهربان بود - بسیار شبیه نوه‌اش سانتینو. اما همین ویژگی‌ها بود که جانش را گرفت؛ نکته‌ای که پسرش به خاطر سپرد و در زندگی خود از آن پرهیز کرد.  

### سینیورا آندولینی
همسر آنتونیو آندولینی و مادر پائولو آندولینی و ویتو آندولینی بود. زندگی او زمانی فروپاشید که دون چیچو همسرش را به دلیل امتناع از پرداخت پول حفاظت به قتل رساند. پسر بزرگش، پائولو، سوگند انتقام یاد کرد، اما این کار منجر به مرگ او نیز شد و قلب شکسته‌اش را بیشتر در هم کوبید.
در حالی که سینیورا آندولینی در آرزوی حفظ جان کوچک‌ترین پسرش بود، نزد دون چیچو رفت و التماس کرد که تنها فرزند باقی‌مانده‌اش را ببخشد. اما دون چیچو نپذیرفت. در این لحظه، او چاقویی بر گلوی دون چیچو گذاشت و به ویتوی جوان فرصت فرار داد، پیش از آنکه خودش با شلیک تفنگ لوپارای موسکا کشته شود.
سال‌ها بعد، ویتو انتقام خانواده‌اش را گرفت. او پس از کشتن دو جلاد دون چیچو (موسکا و استرولو)، خود دون چیچو را با چاقو به قتل رساند.
در سال‌های بعد، پسرش ازدواج کرد و خانواده‌ای از خود به جا گذاشت و به این ترتیب سینیورا آندولینی به عنوان مادربزرگ پدری سانی، فردریکو، کستانزا و مایکل کورلئونه شناخته می‌شود. او نیز مانند سایر اعضای خانواده‌اش، به شدت از عزیزانش محافظت می‌کرد و بدون تردید جانش را برای نجات ویتو فدا کرد.

### کاردینال لامبرتو
کاردینال لامبرتو که پس از پاپ پل ششم با نام پاپ ژان پل اول به رهبری کلیسای کاتولیک رسید، شخصیتی آرام و متواضع بود و از فسادهای شرکت ایموبیلیار دوری میجست. مایکل کورلئونه به توصیه دون توماسینو به دیدار او رفت و از کلاهبرداری فردریک کینزیگ، لیچیو لوچزی و اسقف اعظم گیلدی برایش تعریف کرد. در طول گفتگو، مایکل به سرعت احساس نزدیکی و علاقه عمیقی نسبت به لامبرتو پیدا کرد. کاردینال او را به اعتراف گناهانش تشویق کرد. مایکل ابتدا مقاومت نشان داد - نزدیک به سی سال بود که اعتراف نکرده بود و گناهانش را آنقدر هولناک میدانست که لایق بخشش الهی نباشند. اما سرانجام تحت تأثیر اصرارهای ملایم کاردینال تسلیم شد. وقتی به دستور قتل برادرش فردو اعتراف کرد، اشکهایش جاری شد. پس از پایان اعتراف، لامبرتو به مایکل گفت اگرچه گناهانش بخشیده شدهاند، اما میداند که مایکل تغییر نخواهد کرد. بنابراین، شایسته همان عذاب درونی است که سالهاست با آن دست و پنجه نرم میکند.

### لوسی مانچینی
لوسی مانچینی دوست کانی کورلئونه و معشوقه سانی کورلئونه است. در رمان او پس از مرگ سانی به لاس وگاس می‌رود و با یک جراح ازدواج می‌کند. در فیلم سوم او به عنوان مادر  وینسنت مانچینی (پسر نامشروع سانی) ظاهر می‌شود. لوسی مانچینی، دختر جیمی مانچینی (سرباز وفادار ویتو کورلئونه)، از دوستان دوران کودکی فرزندان ویتو به ویژه کانی کورلئونه بود. او در سال ۱۹۴۵ به عنوان ساقدوش عروس در مراسم ازدواج کانی با کارلو ریتزی شرکت کرد و در همان شب با سانی کورلئونه رابطه برقرار کرد، رابطه‌ای که سالها به طول انجامید و در نهایت منجر به تولد وینسنت مانچینی شد - کسی که بعدها به مقام دون خانواده کورلئونه رسید. این رابطه موجب فاصله گرفتن او از کانی شد.
خانواده کورلئونه اغلب از آپارتمان او در میدتاون به عنوان خانه امن استفاده میکردند. پس از ترور سانی در سال ۱۹۴۸ و یک اقدام ناموفق به خودکشی به دلیل اندوه شدید، تام هاگن او را به لاس وگاس فرستاد. در آنجا سهم کوچکی (ابتدا پنج و سپس ده درصد) در یکی از هتلهای خانواده به او داده شد و وظیفه نظارت بر فردو کورلئونه که مشغول یادگیری تجارت هتلداری از مو گرین بود به او محول شد. او همچنین به عنوان سهامدار رسمی (به دلیل نداشتن سابقه کیفری) عمل میکرد. لوسی میدانست که از او استفاده میشود، اما به دلیل قدردانی از این فرصت دوم، اعتراضی نداشت.
در لاس وگاس، او زندگی جدیدی برای خود ساخت و تا حد زیادی از خانواده کورلئونه مستقل شد، اگرچه احساس تنهایی میکرد و گاهی دلتنگ سانی میشد. او که نمیتوانست با کسی به ارضای جنسی برسد، با دکتر ژول سگال (جراح) آشنا شد که مشکل او را ناشی از شلی مادرزادی واژن تشخیص داد و با یک عمل ساده آن را برطرف کرد. پس از عمل، لوسی توانست از رابطه جنسی با ژول لذت ببرد و همان شب ژول به او پیشنهاد ازدواج داد. او در لاس وگاس با دوستان قدیمی خود از نیویورک - جانی فونتین و نینو والنتی (که حالا بازیگران موفقی شده بودند) - نیز ارتباط مجدد برقرار کرد. لوسی در همان سال به همراه فردو در مراسم تشییع جنازه ویتو کورلئونه شرکت کرد.

### جک ولتز
جک ولتز تهیه‌کننده بی‌رحم هالیوود است که از دادن نقش به جانی فونتین خودداری می‌کند. پس از آنکه سر اسب محبوبش (خرطوم) در تختخوابش پیدا می‌شود، تسلیم می‌شود و به جانی نقش می‌دهد. 

### سینیور روبرتو
صاحب‌خانه در محله هِلز کیتچن بود و یکی از اولین افرادی محسوب می‌شد که با سبک متقاعدکننده ویتو کورلئونه مواجه شد. روبرتو، مانند بسیاری از ایتالیایی‌ها،  رویای ثروتمند داشت و مردی خوب برای خانواده‌اش بود. اما فشار مدیریت چندین ساختمان محقر در هِلز کیتچنِ فرسوده «اعصابش را به کلی تحلیل برده بود». او آنیتا کولومبو را به خاطر سگ پرسر و صدایش (که گرچه دوست‌داشتنی بود اما همسایه‌ها را آزار می‌داد) از آپارتمانش اخراج کرد.  
کولومبو که ناراحت و بی‌میل به ترک خانواده‌اش بود، نزد دوستش کارملا کورلئونه رفت. کارملا هم از شوهرش ویتو خواست تا کاری بکند. ویتو از روبرتو خواست تا کولومبو را بازگرداند، اما صاحب‌خانه امتناع کرد و گفت مستاجران جدیدی دارد. حتی وقتی ویتو پیشنهاد پرداخت چندماه اجاره به‌جای او را داد، روبرتو نپذیرفت.  
در این لحظه، ویتو با آرامش اما با کنایۀ تهدیدآمیزی گفت: "پیشنهاد می‌کنم در محله درباره من پرس‌وجو کنی... و دوباره فکر کنی." این دیالوگ کلاسیک، اولین نمایش «پیشنهادِ غیرقابلِ رد» ویتو است؛  

### آلدو تراپانی
آلدو تراپانی، رئیس خانواده جنایتکار تراپانی، پسر جانی و سرافینا تراپانی بود. در ۱۲ سالگی شاهد قتل پدرش توسط خانواده بارزینی بود و دون ویتو کورلئونه به او قول داد زمانی که بزرگتر و قوی‌تر شد می‌تواند انتقام بگیرد. نه سال پس از مرگ پدرش، آلدوی ۲۱ ساله به گروهی خلافکار پیوست که به او احترام نمی‌گذاشتند و با او بدرفتاری می‌کردند. پس از آشنایی با لوکا براسی، آلدو به کسب‌وکار خانواده کورلئونه پیوست و در نیویورک به عضو قدرتمند و مورد احترامی تبدیل شد. او در نهایت به مقام دون نیویورک رسید.

### آلبرت ولپه
آلبرت ولپه یک شخصیت خیالی در فیلم پدرخوانده قسمت سوم (۱۹۹۰) است که کارمین کاریدی آن را بازی کرده است. کاریدی پیشتر در پدرخوانده: قسمت دوم (۱۹۷۴) نقش کارمین روزاتو را ایفا کرده بود. ولپه در این فیلم به عنوان رئیس سازمان جنایی شیکاگو (Chicago Outfit) در دهه ۱۹۷۰ ظاهر می‌شود. او یکی از روسای مافیایی است که در جلسه آتلانتیک سیتی حضور دارد و هدف ترور قرار می‌گیرد. ولپه از معدود روسایی است که از این حمله جان سالم به در می‌برد. در داستان فیلم، ولپه پس از حمله هلیکوپتری جوئی زازا، به همراه سایر روسای بازمانده با زازا به توافق می‌رسد. این شخصیت بر اساس شخصیت‌های واقعی مافیای شیکاگو در آن دوران ساخته شده است.
نکته جالب این است که کارمین کاریدی، بازیگر این نقش، قبلاً در قسمت دوم همین مجموعه فیلم در نقش یک شخصیت کاملاً متفاوت (کارمین روزاتو) ظاهر شده بود که نشان دهنده مهارت او در بازیگری است.

### مارانزالا
مارانزالا گنگستر ایتالیایی بود که در اوایل قرن بیستم به خاطر مشارکت در گروه "دست سیاه" بدنام شد. او رهبر شبکه جنایی تخصصی در اخاذی، قمار و سرقت مسلحانه بود. شایعاتی وجود داشت که او حامی فانوچی، اخاذ معروفی بود که با تکیه بر این ارتباط مصونیت داشت. با این حال وقتی ویتو کورلئونه فانوچی را کشت، مارانزالا هیچ واکنشی نشان نداد و اینطور فرض شد که بین آنها ارتباطی وجود نداشته است. مارانزالا احتمالاً بر اساس جوزپه مورلو ساخته شده که در اوایل قرن بیستم رهبر مافیا در نیویورک بود. او همچنین حامی ایگنازیو لوپو بود که شخصیت فانوچی از او الهام گرفته است. نام او همچنین شباهت واضحی به سالواتور مارانزانو، کاپو دی توتتی کاپی تاریخی دارد.

### پائولو آندولینی
پائولو آندولینی پسر ارشد آنتونیو آندولینی و سینیورا آندولینی و برادر ویتو کورلئونه بود. پسری تندمزاج و عمیقاً وفادار به پدرش که در استفاده از تفنگ ساچمه‌ای سیسیلی "لوپارا" مهارت داشت. او رابطه‌ای نزدیک با برادرش ویتو داشت و اغلب با او بازی می‌کرد و سکوت ذاتی ویتو را دست می‌انداخت. پس از مرگ آنتونیو در سال ۱۹۰۱، پائولو بر سر قاتل پدرش، دون چیچو، سوگند انتقام یاد کرد. اما توسط مردان دون چیچو، موسکا و استرولو، شکار شد و در حالی که در مراسم تشییع جنازه پدرش به پای مادرش افتاده بود، به ضرب گلوله کشته شد. این واقعه مادرش را واداشت تا نزد دون چیچو برود و برای جان آخرین فرزندش، ویتو، التماس کند. وقتی التماس‌هایش بی‌پاسخ ماند، چاقویی بر گلوی دون چیچو گذاشت تا به پسرش فرصت فرار دهد، پیش از آنکه خودش توسط تفنگ موسکا کشته شود. انتقام پائولو و خانواده‌اش در سال ۱۹۲۲ گرفته شد، وقتی ویتو هر سه نفر - موسکا، استرولو و دون چیچو - را به قتل رساند. بر اساس توصیفات کتاب خانواده کورلئونه، رابطه پائولو و ویتو شباهت قابل توجهی به رابطه سانی و مایکل، پسران ویتو دارد.

### کالو
کالو چوپان و محافظی وفادار (اگرچه چندان باهوش نبود) بود که برای دون توماسینو کار می‌کرد. او از جوانی به خدمت دون توماسینو درآمد و در استفاده از تفنگ ساچمه‌ای "لوپارا" مهارت داشت. زمانی که مایکل کورلئونه به سیسیل گریخت، کالو و دوستش فابریزیو مأمور محافظت از او شدند. این سه رابطه دوستانه نزدیکی برقرار کردند تا اینکه فابریزیو به مایکل خیانت کرد و با انفجاری که منجر به مرگ آپولونیا (همسر مایکل) شد، تلاش کرد او را بکشد. کالو به مدت چهار دهه پس از آن به طور وفادارانه به توماسینو خدمت کرد. در دهه ۱۹۷۰، هنگامی که سلامت دون توماسینو رو به افول گذاشت، کالو به عنوان رئیس موقت کلن، مسئولیت اداره امور روزمره را بر عهده گرفت.

## پنج خانواده
پنج خانواده، پنج خانواده مافیایی بزرگ در رمان و فیلم پدرخوانده هستند. این خانواده‌ها بر اساس پنج خانواده واقعی مافیایی نیویورک سیتی، پنج خانواده بزرگ تبهکار ایتالیایی-آمریکایی ساخته شده‌اند.

### خانواده کورلئونه
رؤسای خانواده کورلئونه:
ویتو کورلئونه (۱۹۲۰-۱۹۵۵)
مایکل کورلئونه (۱۹۵۵-۱۹۸۰)
وینسنت کورلئونه (۱۹۸۰-نامعلوم)

### خانواده تاتالیا
رؤسای خانواده تاتالیا:
فیلیپ تاتالیا (دهه ۱۹۲۰-۱۹۵۵)
ریکاردو "ریکو" تاتالیا (۱۹۵۵-۱۹۶۲)
اسوالدو "اوزی" آلتوبلو (۱۹۶۲-۱۹۸۰)

### خانواده بارزینی
رؤسای خانواده بارزینی:
جوزپه ماریپوزا (دهه ۱۹۲۰-۱۹۳۴)
امیلیو بارزینی (۱۹۳۴-۱۹۵۵)
پاولی فورتوناتو (۱۹۵۵- نامعلوم)

### خانواده کونیو
رؤسای خانواده کونیو:

کارمین کونیو

کارمین کونیو/اوتیلیو کونیو (دهه ۱۹۲۰-۱۹۵۵)
لئو کونیو (۱۹۵۵-۱۹۷۹)

### خانواده استراچی
رؤسای خانواده استراچی:

ویکتور استراچی

آنتونیو استراچی/ویکتور استراچی (دهه ۱۹۲۰-۱۹۵۵)

رؤسای کمیسیون مافیا

ماریو استراچی (۱۹۵۵-۱۹۷۲)

### رؤسای کمیسیون مافیا
۱۹۲۷-۱۹۳۴ — فیلیپ کونیو
۱۹۳۴-۱۹۴۵ — ویتو کورلئونه
۱۹۴۵-۱۹۵۵ — امیلیو بارزینی
۱۹۵۵-۱۹۷۰ — مایکل کورلئونه
۱۹۷۰-۱۹۷۹ — دون آلتوبلو

## دیگر خانواده‌ها

### خانواده مارانزانو
خانواده جنایتکار مارانزانو یک سازمان تبهکار در نیویورک بود که توسط مهاجر سیسیلی سالواتوره مارانزانو تأسیس و رهبری می‌شد. تا اوایل دهه ۱۹۳۰، خانواده مارانزانو تمام فعالیت‌های قمار در منهتن را کنترل می‌کرد: بازی‌های تاس در اسکله‌ها، وام‌های غیرقانونی، شرط‌بندی روی مسابقات ورزشی و اسب‌دوانی، خانه‌های قمار غیرقانونی و بخت‌آزمایی در هارلم. مارانزانو با آل کاپون در شیکاگو دوستی داشت و رابطه‌ای قوی با خانواده تاتالیا برقرار کرده بود. همچنین ارتباطات سیاسی با رهبران تجاری قدرتمند داشت. در سال ۱۹۳۳، ویتو کورلئونه پیشنهاد تقسیم سود و ارتباطات سیاسی را داد که مارانزانو رد کرد. این امر موجب جنگ روغن زیتون شد. مارانزانو دو قاتل حرفه‌ای کاپون را برای کشتن ویتو فرستاد، اما لوکا براسی آن‌ها را کشت. مارانزانو متوجه شد در حال شکست است و کاپون از درگیری کنار کشید. دارایی‌های مارانزانو مصادره شد و سربازانش او را ترک کردند. وقتی مارانزانو برای مذاکره با ویتو درخواست ملاقات کرد، مشاوران ارشدش با ویتو توافق کردند. مارانزانو در یک رستوران بروکلین توسط سالواتور تسیو و چهار قاتل دیگر کشته شد. امپراتوری او به خانواده کورلئونه پیوست و آنها به قدرتمندترین خانواده تبهکار نیویورک تبدیل شدند.

### خانواده مارانزالا
خانواده مارانزالا قدیمی‌ترین سازمان مافیایی نیویورک محسوب می‌شد که توسط مارانزالا تأسیس شد. شایعات حاکی از آن است که او یکی از سران گروه بدنام "دست سیاه" بوده است. سرنوشت این گروه پس از ظهور سازمان‌های مافیایی دیگر نامشخص است - ممکن است منحل شده باشد یا به عنوان پیشینیان یکی از پنج خانواده نیویورک عمل کرده باشد.  
اعضای شناخته‌شده:  
- مارانزالا (بنیانگذار)  
- جو پیسانی  
- ویلی بوفالینو 

### خانواده ماریپوزا
خانواده ماریپوزا یکی از نخستین خانواده‌های مافیایی نیویورک بود که در دهه‌های ۱۹۲۰ تا اوایل ۱۹۳۰ تحت رهبری جوزپه ماریپوزا فعالیت می‌کرد.  ماریپوزا با متحد کردن بسیاری از باندهای خیابانی زیر پرچم خود، از جمله امیلیو بارزینی، برادرش اتوره، دومنیکو مازا و برادران روساتو، به قدرت و نفوذ رسید. در دوران ممنوعیت الکل، این خانواده به نیرویی مسلط در نیویورک تبدیل شد و با گروه شیکاگو به رهبری آل کاپون اتحاد تشکیل داد.  در سال ۱۹۳۴، پس از نابودی سازمان لاکونتی، ماریپوزا در جلسه‌ای با سایر روسای نیویورک (از جمله ویتو کورلئونه) خود را "کاپو دی توتتی کاپی" (رئیس روسا) اعلام کرد. اما مدت کوتاهی پس از این جلسه، جنگ بین ماریپوزا و کورلئونه درگرفت. اگرچه ماریپوزا از نظر تعداد برتر بود، اما توسط ویتو کورلئونه شکست خورد و توسط زیردستان خود به او خیانت شد. او در جلسه‌ای با سالواتور تسیو در بروکلین، توسط تسیو و توماسینو چینکومانی به قتل رسید.  خانواده بارزینی از بقایای سازمان ماریپوزا تشکیل شد. اگرچه بارزینی به کورلئونه خیانت کرده بود، اما کینه‌ای از خانواده کورلئونه به دل داشت که یک دهه بعد به جنگ پنج خانواده منجر شد.  
اعضای کلیدی:  
- جوزپه ماریپوزا (رئیس)  
- امیلیو بارزینی  
- اتوره بارزینی  
- دومنیکو مازا  
- برادران روساتو  
زمینه‌های فعالیت:  
- قاچاق الکل در دوران ممنوعیت  
- کنترل باندهای خیابانی نیویورک  
- اتحاد با مافیای شیکاگو  

### خانواده گرکو (فیلادلفیا)
خانواده جنایتکار گرکو یک سازمان تبهکار در فیلادلفیا بود که در دهه‌های ۱۹۶۰ و ۱۹۷۰ تحت رهبری فرانک گرکو فعالیت می‌کرد. این خانواده در اوایل دهه ۱۹۶۰ جایگزین سندیکای فورلنزا در کمیسیون شد.
رهبران:
- دون فرانک گرکو
معاونان:
- نامشخص
مشاوران:
- نامشخص
کاپوها:
- نامشخص
سربازان:
- نامشخص
مجریان:
- پوبلیو سانتینی
- وینی گولاماری

### سندیکای فورلنزا
سندیکای فورلنزا (معروف به پسران جاده لیک‌ویل) یک سازمان تبهکار در کلیولند بود که عمدتاً متشکل از ایتالیایی‌ها و یهودیان تحت رهبری وینسنت فورلنزا فعالیت می‌کرد. این سازمان ارتباطات نزدیکی با خانواده بارزینی در نیویورک و سندیکای راث در میامی داشت.
این گروه قدرتمندترین سازمان قمار در ایالات متحده محسوب می‌شد. آنها سرمایه‌گذاری سنگینی در لاس وگاس داشتند و مالک مشترک هتل تروپیگالا بودند تا زمانی که خانواده کورلئونه کنترل آن را به دست گرفت. در اواخر دهه ۱۹۵۰، آنها در هتل‌ها و کازینوهای هاوانا سرمایه‌گذاری کردند و مالکیت کازینو نشنال را به دست آوردند، اندکی قبل از اینکه توسط انقلابیون فیدل کاسترو مصادره شود.
در اوایل دهه ۱۹۶۰، آنها با شیکاگو اوتفیت و نیک جراچی شروع به توطئه کردند. سالواتور ناردوچی، مشاور فورلنزا، بعدها به دلیل خیانت و حمایت پنهانی از مایکل کورلئونه به قتل رسید. این موضوع منجر به سقوط آنها شد، چرا که دون فورلنزا پس از حمله قلبی و در حالی که به بیمارستان منتقل می‌شد، به دریاچه پرتاب شد. جایگاه آنها در کمیسیون توسط خانواده گرکو از فیلادلفیا پر شد. گروه جاده لیک‌ویل بر اساس گروه واقعی "میفیلد رود ماب" از کلیولند ساخته شده که نام اصلی آن "باند جاده لیک‌ویو" بود.

ساختار خانواده فورلنزا (دهه ۱۹۲۰ تا ۱۹۶۱):
- رئیس: وینسنت فورلنزا
- معاون: نامشخص
- مشاور: سالواتور ناردوچی
- کاپو: نامشخص
- سرباز: آنتونی فایرنزا، آنتونی بوکاتلی
- همکاران: فائوستو جراچی، نیک جراچی، هایمن راث، امیلیو بارزینی

جوزف زالوچی

روسا:
دهه ۱۹۲۰ تا ۱۹۶۱ — وینسنت فورلنزا
مشاوران:
دهه ۱۹۲۰ تا ۱۹۶۱ — سالواتور ناردوچی

### خانواده زالوچی (دیترویت)
خانواده جنایتکار زالوچی یک سازمان تبهکار مستقر در دیترویت است که توسط جوزف زالوچی در دهه ۱۹۳۰ تأسیس شد. این خانواده به عنوان یکی از صلح‌طلب‌ترین خانواده‌های عضو کمیسیون شهرت داشت و رئیس آن مورد احترام تمام اعضای سازمان، از جمله ویتو کورلئونه - متحد دیرینه خانواده - بود. خانواده زالوچی مالک یکی از پیست‌های مسابقه اسب‌دوانی در دیترویت و بخش قابل توجهی از کسب‌وکار قمار بود. در دهه ۱۹۴۰، هنگامی که قاچاق مواد مخدر در سراسر ایالات متحده گسترش یافت، دون زالوچی ابتدا مقاومت کرد، اما سرانجام پذیرفت که حداقل می‌تواند بر رعایت اعتدال در این زمینه نظارت داشته باشد. این خانواده در طول دهه‌های ۱۹۵۰ و ۱۹۶۰ قدرت خود را حفظ کرد تا زمان مرگ دون جوزپه. خانواده جنایتکار زالوچی بر اساس سازمان تبهکار دیترویت پارتنرشیپ ساخته شده است.
روسای خانواده:
دهه ۱۹۳۰ تا ۱۹۷۰ — جوزف زالوچی

### شیکاگو اوتفیت (شیکاگو)
شیکاگو اوتفیت (همچنین معروف به گروه کولوسیو) یک سازمان تبهکار مستقر در شیکاگو است که توسط جیاکومو کولوسیو تأسیس شد. این گروه مستقل از پنج خانواده نیویورک فعالیت می‌کرد و در اواسط دهه ۱۹۲۰ تحت کنترل آل کاپون قرار گرفت. در ابتدا به دلیل شهرت به خشونت، از عضویت در کمیسیون محروم بود. پنج خانواده نیویورک توافق کرده بودند که تمام مناطق غرب شیکاگو تحت کنترل این گروه باشد، به استثنای لاس وگاس که شهر آزاد اعلام شد. در سال ۱۹۳۲، هنگامی که کاپون به دلیل فرار مالیاتی دستگیر شد، پل ریکا کنترل کسب و کار را در دست گرفت در حالی که فرانک نیتی به عنوان چهره ظاهری عمل می‌کرد. پس از کناره‌گیری ریکا در سال ۱۹۴۷، لوئی روسو جایگزین او شد و در اواسط دهه ۱۹۵۰ موفق به کسب کرسی در کمیسیون گردید. پس از کشته شدن روسو در درگیری با تام هاگن، جان ویلون جانشین او شد. در دهه ۱۹۵۰، این گروه با استفاده از صندوق بازنشستگی اتحادیه رانندگان، سرمایه‌گذاری سنگینی در لاس وگاس انجام داد و طی چند دهه با اختلاس از کازینوها میلیون‌ها دلار به دست آورد. آلبرت ولپه در دهه ۱۹۷۰ رهبری گروه را بر عهده گرفت، اما او نیز در میان روسایی بود که در سال ۱۹۷۹ در جلسه کمیسیون در آتلانتیک سیتی توسط حمله هلیکوپتر کشته شدند.
روسای گروه:
۱۹۱۰-۱۹۲۰ --- جیاکومو کولوسیو
۱۹۲۰-۱۹۲۵ --- جانی توریو
۱۹۲۵-۱۹۳۲ — آل کاپون
۱۹۳۲-۱۹۴۳ — فرانک نیتی
۱۹۴۳-۱۹۴۷ — پل ریکا
۱۹۴۷-۱۹۶۱ — لوئی روسو
۱۹۶۱-۱۹۷۰ — جان ویلون
۱۹۷۰-۱۹۷۹ — آلبرت ولپه

### خانواده ترامونتی (نیواورلئان)
خانواده جنایتکار ترامونتی یک سازمان تبهکار در جنوب ایالات متحده بود که قدیمی ترین سازمان مافیایی کشور محسوب می‌شد. کارلو ترامونتی از دهه ۱۹۳۰ تا ۱۹۶۰ ریاست این خانواده را بر عهده داشت. فعالیت اصلی این خانواده قمار بود و آنها سرمایه‌گذاری سنگینی در کازینوها و فاحشه‌خانه‌های هاوانا انجام داده بودند. آنها همچنین یکی از مجلل‌ترین هتل‌های میامی بیچ را در اختیار داشتند. در سال ۱۹۶۴، کارلو ترامونتی ترور رئیس جمهور جیمز شیا را دستور داد. اندکی قبل از آنکه برای شهادت در برابر هیئت منصفه احضار شود، با دو گلوله در سر و یک تبر در شکم پیدا شد. آگوستینو ترامونتی، برادر کوچکتر و مشاور او، جانشینش شد. چند سال بعد، آگوستینو نیز قبل از شهادت در مورد ترور شیا، تحت شرایط مشکوکی درگذشت. متی پاریسی در دهه ۱۹۷۰ رئیس خانواده ترامونتی شد.
روسای خانواده:
۱۹۳۴-۱۹۶۴ — کارلو ترامونتی
?۱۹۶۴-۱۹۶ — آگوستینو ترامونتی
نامعلوم-۱۹۷۹ — متی پاریسی

### خانواده جنایتکار ویرجیلیو
خانواده ویرجیلیو یک سازمان تبهکار مستقر در فلوریدا بود که تحت رهبری سانتو ویرجیلیو فعالیت می‌کرد. این خانواده منافع کلانی در کوبا داشت که پس از سرنگونی فولخنسیو باتیستا در سال ۱۹۵۹ از دست رفت. خانواده ویرجیلیو در داستان بر اساس خانواده تبهکار ترافیکانته ساخته شده است. در رمان بازگشت پدرخوانده، خانواده دراگو معادل خانواده ویرجیلیو محسوب می‌شود.  
روسای خانواده:  
- سانتو ویرجیلیو (دهه ۱۹۵۰)  
مناطق نفوذ:  
- فلوریدا  
- کوبا (پیش از انقلاب ۱۹۵۹)  
فعالیت‌های کلیدی:  
- قمار  
- سرمایه‌گذاری در کازینوهای کوبا  
- روابط با رژیم باتیستا 

### خانواده دی میو
خانواده جنایتکار دی میو از نیوجرسی تحت رهبری مایک دی میو بود و در سال ۱۹۳۴ به محض تأسیس کمیسیون به آن پیوست. این خانواده به دلیل نزدیکی نیوجرسی به نیویورک، یکی از اولین اعضای کمیسیون در کنار پنج خانواده اصلی بود. خانواده دی میو معادل داستانی خانواده جنایتکار واقعی دی کاوالکانته در نیوجرسی است. همچنین این خانواده ارجاعی به خانواده تبهکار نیوجرسی در سریال سوپرانوها محسوب می‌شود. 
روسای خانواده:
??۱۹۳۴-۱۹ — مایک دی میو

### خانواده مولیناری
خانواده جنایتکار مولیناری یک سازمان تبهکار در سانفرانسیسکو بود که توسط آنتونی مولیناری تأسیس شد. این خانواده با خانواده فالکونه از لس آنجلس متحد بود. تخصص اصلی آنها در قاچاق مواد مخدر از مرزها و فعالیت در بنادر سانفرانسیسکو بود. همچنین در زمینه شرط بندی ورزشی پیشتاز بودند.
ساختار خانواده مولیناری (دهه ۱۹۳۰ تا ۱۹۵۵):
- رئیس: آنتونی مولیناری
- معاون: نیکودمو مولیناری
- مشاور: دینو مولیناری
- کاپو: نامشخص
- سرباز: لفت مانکوزو
ساختار خانواده مولیناری (۱۹۵۵ تا نامشخص):
- رئیس: نیکودمو مولیناری
- معاون: دینو مولیناری
- مشاور: نامشخص
- کاپو: نامشخص
- سرباز: نامشخص
روسای خانواده:
دهه ۱۹۳۰ تا ۱۹۵۵ - آنتونی مولیناری
۱۹۵۵ تا نامشخص - نیکودمو مولیناری

### خانواده پانزا
خانواده جنایتکار پانزا یک سازمان تبهکار در بوستون بود که تحت رهبری دومینیک پانزا فعالیت می‌کرد. این خانواده به دلیل رفتارهای وحشیانه و خشن، مورد تحقیر دیگر خانواده‌های مافیایی قرار داشت. خانواده پانزا بر اساس خانواده جنایتکار پاتریارکا ساخته شده است.
روسای خانواده:
دهه ۱۹۴۰ تا نامشخص — دومینیک پانزا

### خانواده جنایتکار مانگانو
خانواده مانگانو توسط ساموئله مانگانو در سیسیل تأسیس شد. او یک سیسیلی قدیمی بود که برای گسترش امپراتوری تجاری خود - به ویژه از طریق بستگانش - به آمریکا مهاجرت کرد. ساموئله مانگانو مورد احترام مایکل کورلئونه و هایمن راث بود و در جشن تولد راث در هاوانا حضور داشت. پس از مرگ راث، کنترل هتل سویلای بیلتمور را به دست آورد، اما با به قدرت رسیدن فیدل کاسترو مجبور به فرار شد. رنگ این خانواده فیروزه‌ای یا آبی روشن است.  پس از انقلاب، مانگانو با دومینیک معامله کرد و اجازه یافت یک انبار در میامی برای ارسال خودرو به سیسیل تأسیس کند. اما هایمن راث با علم به اینکه دومینیک مانگانوها را مقصر خواهد دانست، علیه او توطئه کرد و جنگی بین گروه‌های تبهکار شعله‌ور شد. حتی پس از آشکار شدن خیانت راث، ترپانی‌ها چاره‌ای جز ادامه جنگ نداشتند. در نهایت، مانگانوها زمانی نابود شدند که دومینیک و مردانش مقر آنها را ویران کردند.  
اعضا:  
- رئیس (دون): ساموئله مانگانو  
- معاون: پروونزانو پورکو، جورجو استروتزی  
- مشاور: پائولو ریچیتلو  
- کاپو: دوفو اسپینی، بالدو کامپی  
- سربازها: لوکینو اولیاری، جووانی کوربینلی، گوچیو فرارا، ژاکوپو واننی، ماریو مانگانو  
- همکاران: دیل مانگانو (کشاورز)، دیل مانگانو (بقال)  

### خانواده بوچیکیو
خانواده بوچیکیو یک کلان مافیایی از سیسیل جنوبی بودند که پس از سرکوب توسط موسولینی به آمریکا مهاجرت کردند و در دره هادسون نزدیک نیویورک ساکن شدند. آنها به عنوان میانجی بین خانواده‌های مافیایی فعالیت می‌کردند. این خانواده به پیوندهای خانوادگی بسیار قوی و روحیه انتقام‌جویانه افراطی معروف بودند. اگر به یکی از اعضای آنها آسیب می‌رسید، تمام خانواده بدون ترس از تهدید یا مرگ، تا نابودی کامل مقصر پیش می‌رفتند. این ویژگی باعث شد خدمات گروگان‌گیری را به خانواده‌های دیگر ارائه دهند. در مذاکرات، خانواده میزبان یکی از بوچیکیوها را به عنوان گروگان می‌داد. اگر مذاکره‌کننده اصلی کشته می‌شد، گروگان نیز کشته می‌شد و بوچیکیوها از خانواده قاتل انتقام می‌گرفتند. مثلاً در ملاقات مایکل با سولوتزو، سولوتزو یک بوچیکیو را به عنوان گروگان فرستاد، اگر مایکل کشته می‌شد، کلمنزا گروگان را می‌کشت و بوچیکیوها سولوتزو را مسئول می‌دانستند (نه کلمنزا را). اعضای برجسته شامل دون لوئیس بوچیکیو، فلیکس بوچیکیو و ایتالو بوچیکیو بودند. احتمالاً الهام گرفته از خانواده مورلو یا دیکاوالکانته واقعی بودند. در نهایت، با کشته شدن کارمینه مارینو و کاهش اعضا، نقش میانجی‌گری آنها پایان یافت.

### کلن ایندلیکاتو
کلن ایندلیکاتو یک گروه مافیایی در پالرمو، سیسیل بود. رهبر قدرتمند آنها چزاره ایندلیکاتو بود که به عنوان کاپو دی توتتی کاپی (رئیس روسا) در سیسیل حکمرانی می‌کرد و با مشت آهنین حکومت می‌کرد. این کلن نقش مهمی در توزیع هروئین از سیسیل به ایالات متحده داشت و به طور نزدیک با خانواده استراچی همکاری می‌کرد، زیرا بیشتر هروئین از طریق اسکله‌های نیوجرسی قاچاق می‌شد.

### خانواده سیانو
یک گروه مافیایی تحت رهبری دون سیانو بود که پس از انتقام کشتن رئیس مافیای قبلی به دلیل قتل پدرش، قدرت را به دست گرفت. این خانواده در بیساکوینو، شهری نزدیک به کورلئون، مستقر بود. در سال ۱۹۴۸، این خانواده زمانی تضعیف شد که دون سیانو توسط سالواتوره جولیانو به قتل رسید.  

### کلن آرزانا
کلن آرزانا در پیانا دی گریچی در استان پالرمو تشکیل شد و تحت رهبری دون آرزانا قرار داشت که برخلاف سایر رهبران مافیایی آن دوره، فردی صلح‌طلب و دلسوز بود و اغلب عدالت را با رحمت درمی‌آمیخت. این کلن زمانی تضعیف شد که دون آرزانا در ملک پرنس به قتل رسید.

### کلن دون پیدو
کلن دون پیدو یک گروه مافیایی از کالتانیستتا بود که در دهه ۱۹۴۰ تحت رهبری دون پیدو فعالیت می‌کرد. این کلن تا زمان مرگ دون پیدو بدست سالواتوره جولیانو در سال ۱۹۴۸، یکی از گروه‌های پیشرو در سیسیل محسوب می‌شد.

### کلن مارکوزی
کلن مارکوزی یک گروه مافیایی تحت رهبری دون مارکوزی بود که در ویلامورا فعالیت می‌کرد. این کلن اساساً با کشته شدن دون مارکوزی در سال ۱۹۴۸ از بین رفت. 

### کلن بوچیلا
کلن بوچیلا یک گروه مافیایی در شهر پارتینیکو، استان پالرمو، سیسیل بود. این کلن در دهه ۱۹۴۰ تحت رهبری دون بوچیلا فعالیت می‌کرد و به عنوان یکی از برجسته‌ترین گروه‌های مافیایی سیسیل شناخته می‌شد.
اعضا:
- دون بوچیلا (رئیس)
- وینچنزو پنتانجلی
همکاران:
- فرانک پنتانجلی
- کروچه مالو
- دون سیانو
- دون آرزانا
- دون پیدو
- دون مارکوزی
- گویدو کوینتانا

### کلن کوینتانا
کلن کوینتانا تحت رهبری گویدو کوینتانا بود و در ابتدا در مونته‌لپره مستقر بود. با این حال، کوینتانا نتوانست با سالواتوره جولیانو بر سر نفوذ در این منطقه رقابت کند و در عوض در کورلئون نفوذ یافت. این موضوع منجر به رقابت او با دون توماسینو، رئیس کلن توماسینو شد. برخلاف روش مذاکره‌ای، کلن کوینتانا سازمانی بی‌رحم بود که معمولاً رقبای خود را حذف می‌کرد. این کلن پس از کشته شدن دون کوینتانا توسط سالواتوره جولیانو تضعیف شد و نفوذ خود را در کورلئونه از دست داد. با این حال، پس از کشته شدن جولیانو، کلن دوباره کنترل مونته‌لپره را به دست گرفت.

### کلن توماسینو
کلن توماسینو یک گروه مافیایی از شهر کورلئونه بود. در سال ۱۹۰۱، دون چیچو دستور قتل آنتونیو کورلئونه (پدر ویتو) را صادر کرد چون به او تسلیم نشده بود، و همچنین دستور قتل پائولو (برادر بزرگتر ویتو) را به دلیل سوگند انتقام داد. ویتو و مادرش برای درخواست امنیت نزد دون چیچو رفتند، اما او امتناع کرد. مادر ویتو با چاقو به دون چیچو حمله کرد تا ویتو فرار کند. ویتو با کمک بستگانش به نیویورک فرستاده شد و نامش به اشتباه به "ویتو کورلئونه" تغییر یافت. سالها بعد، ویتو بزرگسال به سیسیل بازگشت و از دون چیچو و عواملش (استرولو و موسکا) انتقام گرفت. توماسینو، متحد وفادار ویتو، به عنوان رئیس جدید مافیا در کورلئونه انتخاب شد. در سال ۱۹۴۶، پس از قتل سولوتزو و کاپیتان مک کلاسکی توسط مایکل (پسر کوچک ویتو)، مایکل برای در امان ماندن از خانواده تاتالیا و پلیس نیویورک به سیسیل فرستاده شد و تحت حمایت توماسینو قرار گرفت. در اواخر دهه ۱۹۴۰، این کلن درگیر جنگ قلمرو با گویدو کوینتانا (که از مونته لپره توسط سالواتوره جولیانو اخراج شده بود) بر سر کنترل کورلئونه شد. کوینتانا موقتاً کنترل کورلئونه را به دست گرفت، اما با کشته شدنش توسط جولیانو، این موفقیت دوام نیاورد. دهه‌ها بعد در سال ۱۹۸۰، دون توماسینو توسط قاتلی به نام موسکای مونته‌لپره کشته شد. پس از کشته شدن کالو (وفادار به توماسینو) در تلاش برای انتقام، احتمالاً کلن توماسینو منحل شد.
ساختار کلن دون چیچو (۱۸۹۰-۱۹۲۲):
- رئیس: دون چیچو
- عوامل: موسکا، استرولو
ساختار کلن توماسینو (۱۹۲۲-۱۹۸۰):
- رئیس: دون توماسینو
- عوامل: کالو، فابریزیو، استفانو آندولینی
- همکاران: دکتر تازا، بندینو
روسا:
۱۸۹۰-۱۹۲۲ — دون چیچو
۱۹۲۲-۱۹۸۰ — دون توماسینو
۱۹۷۰-۱۹۸۰ (موقت) — کالو

### کلن کلمنزا
کلن کلمنزا یک گروه مافیایی در استان تراپانی سیسیل بود که توسط دومنیکو کلمنزا - برادر بزرگتر پیتر کلمنزا - رهبری می‌شد. این کلن با خانواده کورلئونه در نیویورک ارتباط داشت و به عنوان منبع جذب نیروهای جدید عمل می‌کرد که هر پنج سال یکبار توسط پیتر کلمنزا به آمریکا منتقل می‌شدند.
اعضای اصلی:
- دومنیکو کلمنزا (رئیس کلن)
همکاران:
- پیتر کلمنزا
- ویتو کورلئونه
- مایکل کورلئونه
- خانواده مونتانا (فلوریدا)
- خانواده هیوئیت (تگزاس)
- گروه اسکارفیس (اوهایو)
- خانواده دی‌وازی (نیویورک)
- خانواده دل‌وکو (نیویورک)
- خانواده مالسترا (نیویورک)